# Ludonarrative Dissonanz
Die ludonarrative Dissonanz bezeichnet im Game-Design den inhaltlichen Widerspruch zwischen der Spielmechanik und der begleitenden Erzählung. Werden hingegen Erwartungen, die die Narration aufbaut, durch die Handlungen im Spiel erfüllt, so spricht man umgekehrt von ludonarrativer Harmonie. Der Begriff ist abgeleitet von dem Wort Ludologie.
Ein oft genanntes Beispiel hierfür ist das 2013 veröffentlichte Actionspiel Tomb Raider, in dessen Zwischensequenzen eine junge, verletzliche und verunsicherte Protagonistin dargestellt wird, die sichtlich schockiert zum ersten Mal ein Wildtier töten muss. Bedingt durch das Spielprinzip eines Action-Adventures wird sie wenig später zu einer Tötungsmaschine, die hunderte Gegner überlegen, stellenweise grausam und vor allem erzählerisch unreflektiert tötet. Damit steht die spielerische Erfordernis zum Vorankommen im Spiel im extremen Gegensatz zu der von den Spielautoren vorgesehenen Inszenierung, in diesem Fall der Charakterisierung der Hauptfigur. Ähnlich verhält es sich im Rollenspiel Fallout 4, das in seiner Erzählung den Eindruck erwecken möchte, dass die Spielfigur auf der Suche nach ihrem entführten Sohn unter einem gewissen Zeitdruck steht. Tatsächlich verleitet die spielmechanische Gestaltung des Spiels dazu, die Suche zugunsten anderer Betätigungsmöglichkeiten zu unterbrechen, da dem Spieler daraus erzählerisch kein Nachteil entsteht, selbst wenn er die Suche über Monate unterbricht.
Zunehmende Verbreitung fand der Begriff ab 2007, nachdem Clint Hocking, u. a. Creative Director des Open-World-Shooters Far Cry 2, diese Bezeichnung in einem kritischen Blogbeitrag über das Spiel BioShock verwendete. In dem Spiel Uncharted 4: A Thief’s End gehen die Entwickler selbstironisch damit um und verleihen dem Spieler die Trophäe „ludonarrative Dissonanz“, nachdem er 1000 Gegner getötet hat.